# Ligne 12 de la CPTM
La ligne 12 - Saphir de la CPTM comprend le tronçon du réseau métropolitain défini entre les gares du Brás et de Calmon Viana. Jusqu'en mars 2008, elle s'appelait Ligne F - Violette.

## Histoire
La ligne a commencé sa construction en 1921 par l'Estrada de Ferro Central do Brasil, elle s'appelait officiellement Variante de Poá, mais elle était également connue sous les noms de "variante de Calmon Viana", "Est - Variante" ou simplement "Variante" (expressions qui la différenciaient de la ligne dite "Est - Tronc", actuellement ligne 11 de la CPTM). Elle avait un tracé plus lisse en termes de courbes et de pentes par rapport à la ligne d'origine qui suivait de Poá à Tatuapé, sur la branche de São Paulo, d'où sa construction.
La ligne jusqu'à aujourd'hui connue sous le nom de "Variante de Poá", n'a été inaugurée que le 1er avril 1934 (après une interruption de huit ans dans les travaux), offrant déjà des services de banlieue à des quartiers alors considérés comme "ruraux", au sud de la Tietê. Au fil du temps, Ermelino Matarazzo, São Miguel Paulista, Itaim Paulista et Itaquaquecetuba, sont devenus des lieux densément peuplés, principalement par les migrants du nord-est et leurs descendants, ce qui a toujours été considéré comme un facteur responsable du fait que la ligne se maintient jusqu'au milieu des années 2000 le label de "la ligne de trains métropolitains la plus problématique de São Paulo".
La Variante a été électrifié dans la seconde moitié des années 1950, bien que les trains de banlieue tirés par des locomotives à vapeur aient résisté jusqu'en 1963, ce qui a accru la réputation précaire de la ligne. Dans les années 1960, la ligne fonctionnait avec les anciens rames automotrices électriques de Central en São Paulo (la célèbre série 100, originaire de Rio de Janeiro, fabriquée dans les années 1930).
En 1975, la ligne a commencé à être gérée directement par la Rede Ferroviária Federal, qui depuis 1957 avait la Central do Brasil comme l'une de ses filiales. En 1984, elle est passée à la Companhia Brasileira de Trens Urbanos, qui a hérité de l'ensemble du service de trains métropolitains du Réseau. En 1994, la ligne était détenue par l'état et est passée aux mains de la Companhia Paulista de Trens Metropolitanos, qui investit actuellement dans la récupération complète et la modernisation de la ligne, avec la construction de nouvelles gares et la requalification des anciennes, dans l'isolement le plus efficace de la bande patrimonielle de la voie ferrée (indispensable pour la réduction des accidents et du vandalisme contre les trains), en plus des réformes de la voie permanente et de pratiquement tout le matériel roulant.
Le 29 janvier 2008, le gouverneur José Serra a inauguré la gare d'USP Leste et la gare reconstruite de Comendador Ermelino, travaux qui marquent le début de la modernisation et de la dynamisation de la Ligne, ainsi que la livraison de trains rénovés et des gares d'Itaim Paulista (reconstruite) et Jardim Helena - Vila Mara ont également été remis le 28 mai, en présence du gouverneur José Serra et du maire de São Paulo Gilberto Kassab. En juillet 2008, la gare de Jardim Romano a été livrée et, plus récemment, en août 2013, la nouvelle gare de São Miguel Paulista a été inaugurée, construite à quelques mètres de l'ancienne direction Brás.

## Route

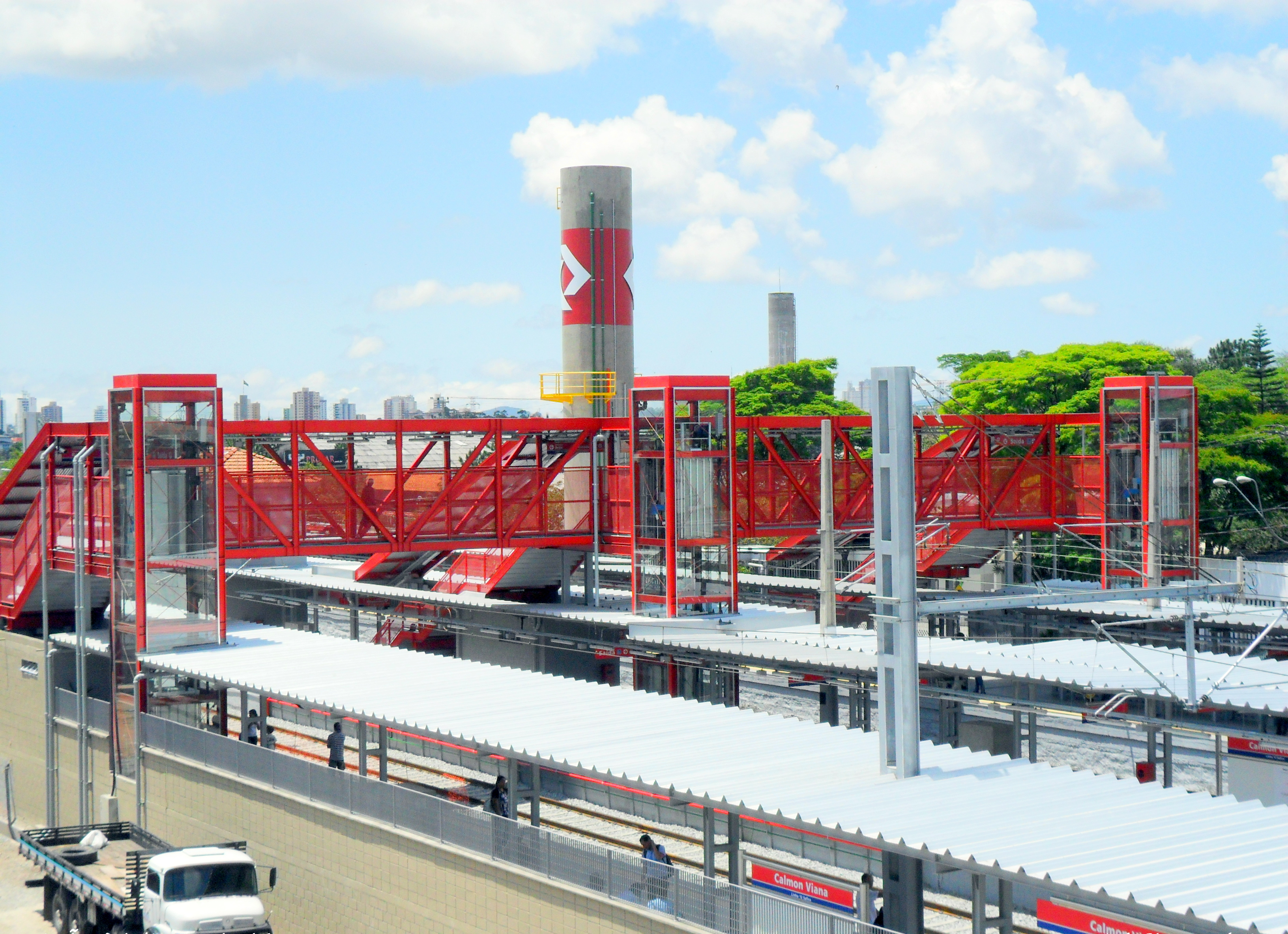
Gare de Calmon Viana, à Poá.

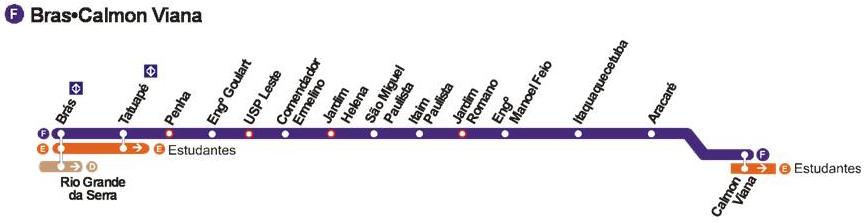
Plan de l'ancienne ligne F.

Elle relie la gare du Brás[Lequel ?] (anciennement Roosevelt) à la gare de Calmon Viana, à Poá, où elle est parallèle à la ligne 11. En plus de São Paulo et Poá, elle dessert également la municipalité d'Itaquaquecetuba.

## Gares
- Brás
- Tatuapé
- Engenheiro Goulart
- USP Leste
- Comendador Ermelino
- São Miguel Paulista
- Jardim Helena-Vila Mara
- Itaim Paulista
- Jardim Romano
- Engenheiro Manoel Feio
- Itaquaquecetuba
- Aracaré
- Calmon Viana

## Travaux et projets
La ligne 12 sera prolongée jusqu'à Suzano, devenant ainsi son terminal.
D'autres projets incluent de futures gares telles que: Cangaíba, Tiquatira (accès à la ligne 2 - Verte du métro) et União de Vila Nova, en plus des gares reconstruites de Manoel Feio, Itaquaquecetuba et Aracaré.

## Rames
Actuellement, la ligne 12 dispose de différentes séries de trains, tous climatisés (dans ce cas, les trains 7000, 2000, 2070 et 9000).

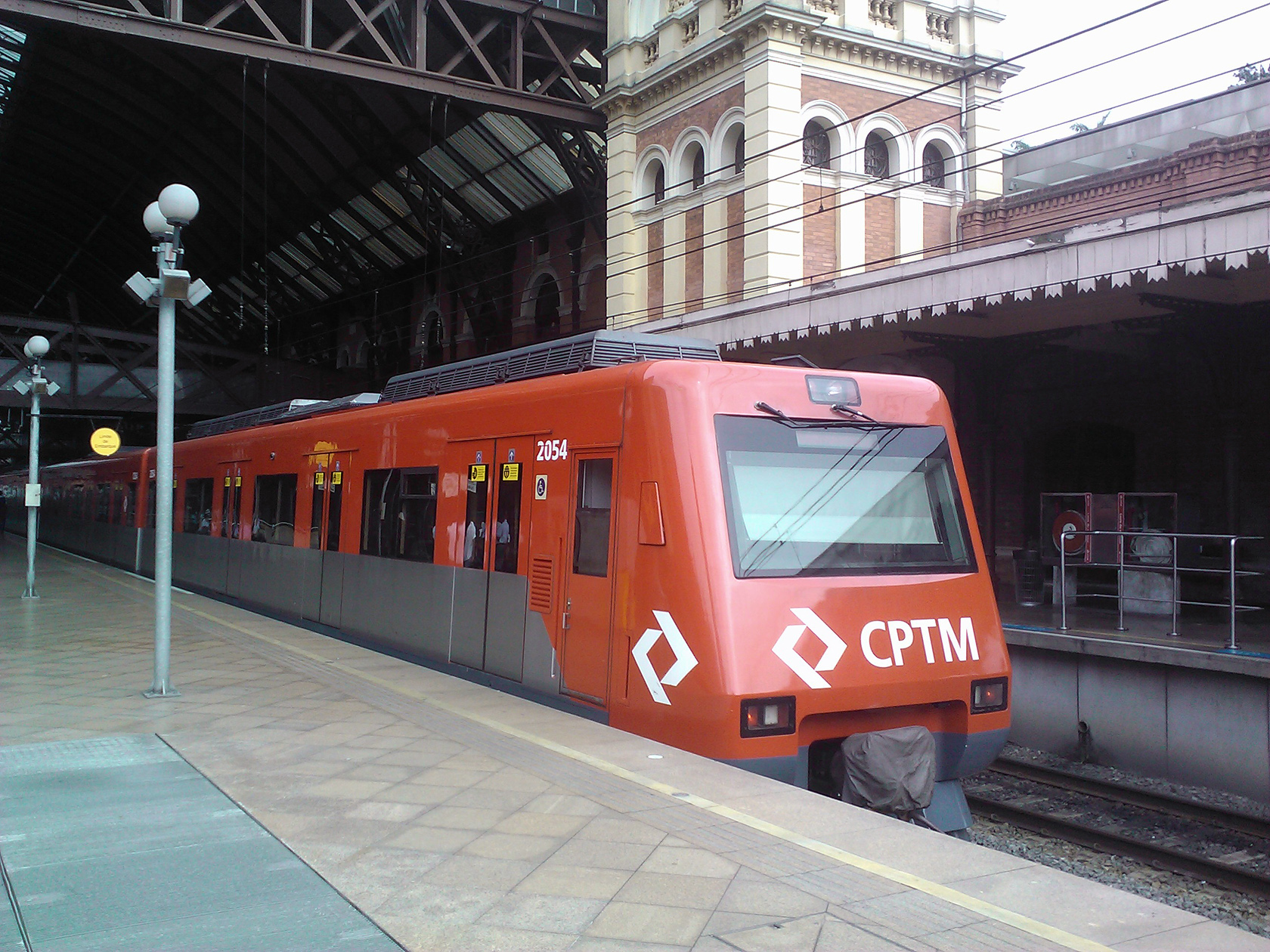
Série 2000.
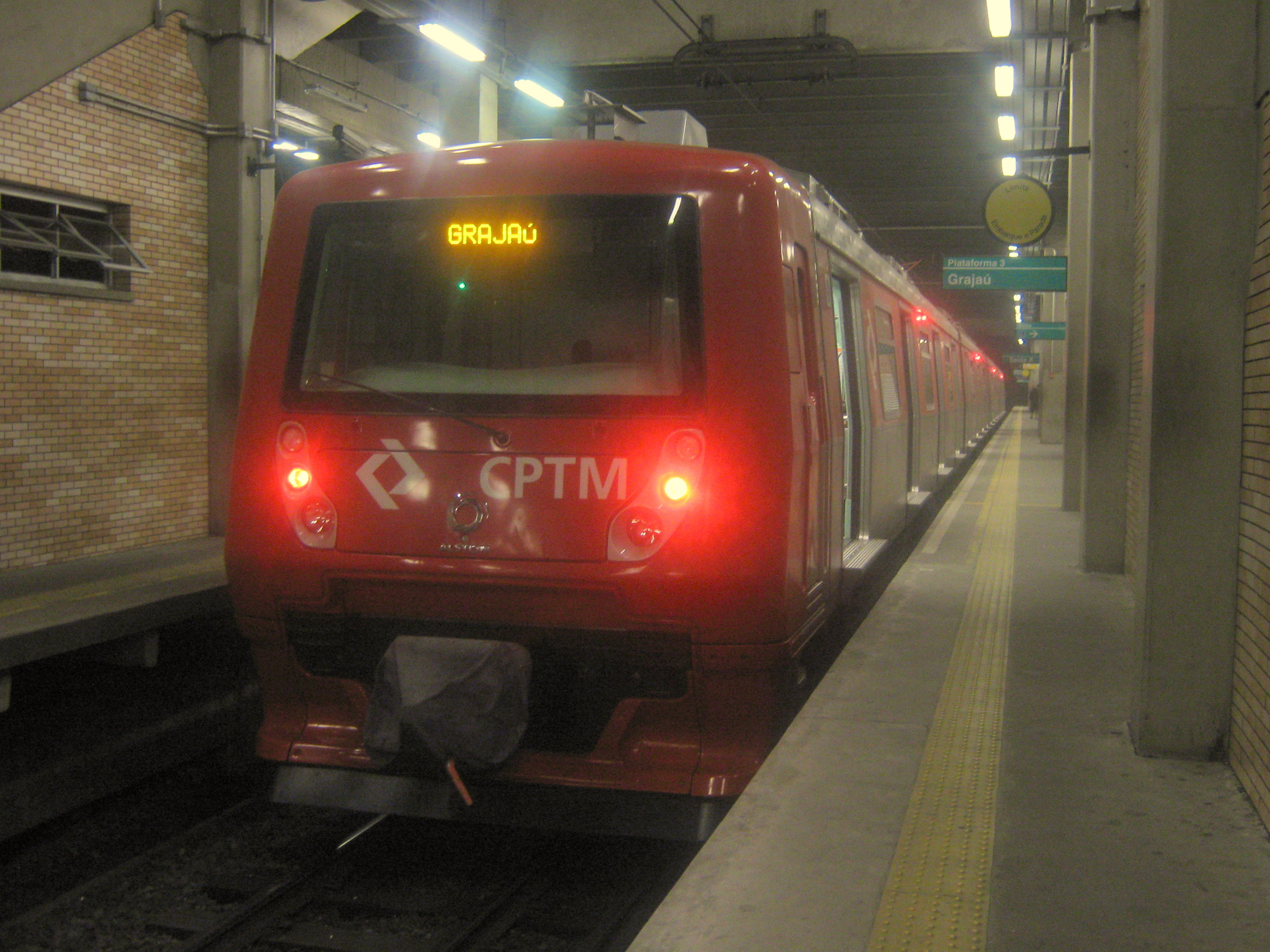
Série 2070.
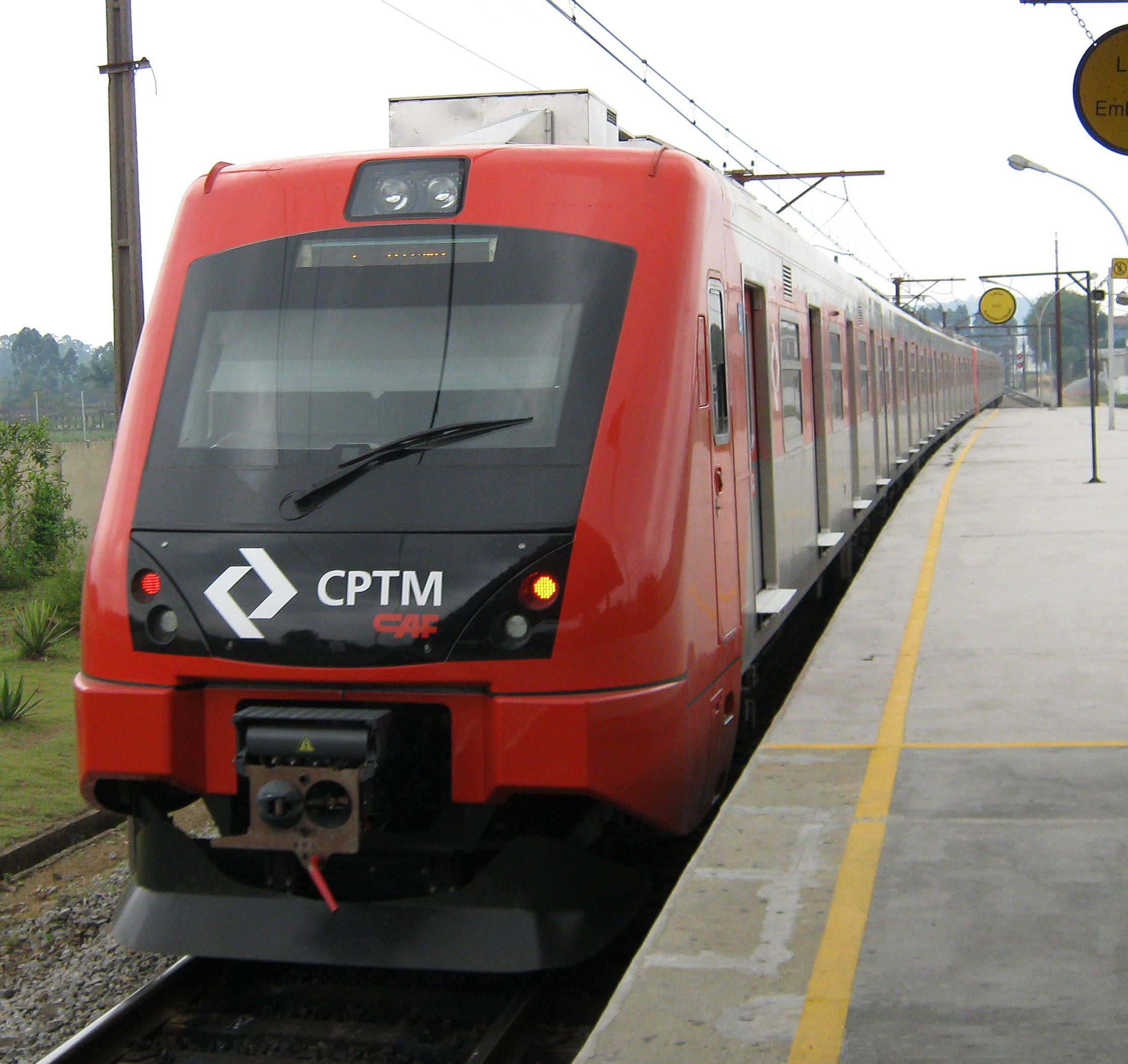
Série 7000.
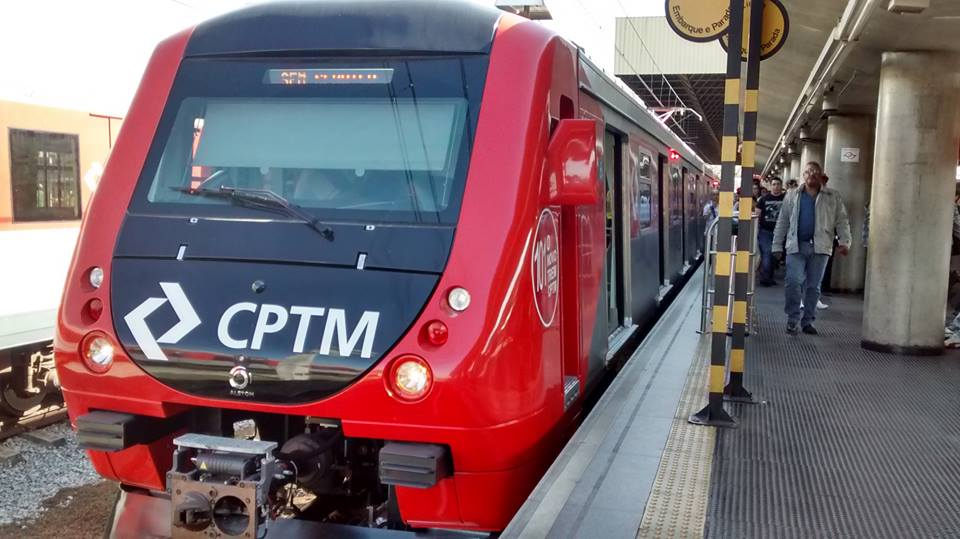
Série 9000.
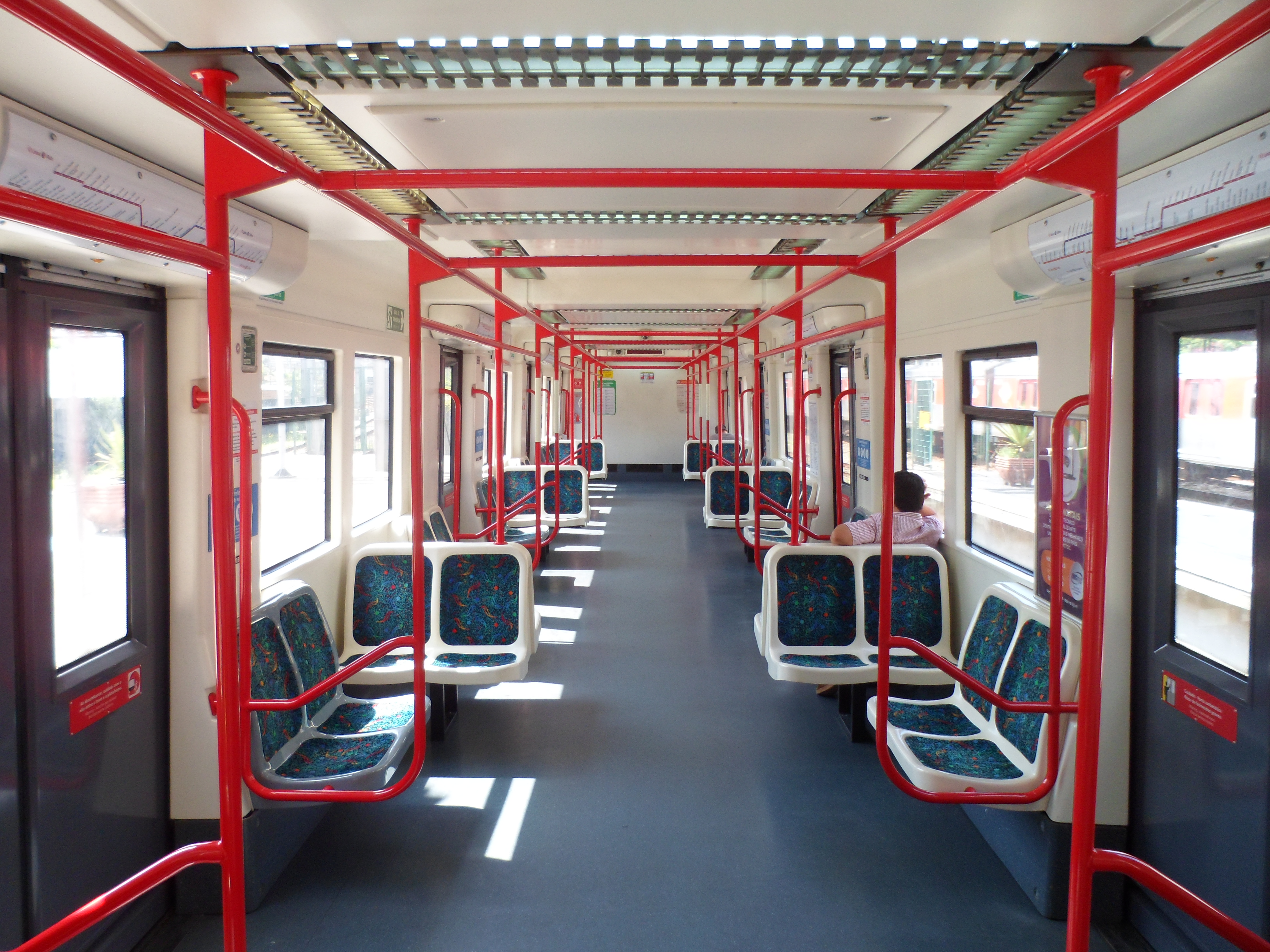
Salon des passagers - série 2000.
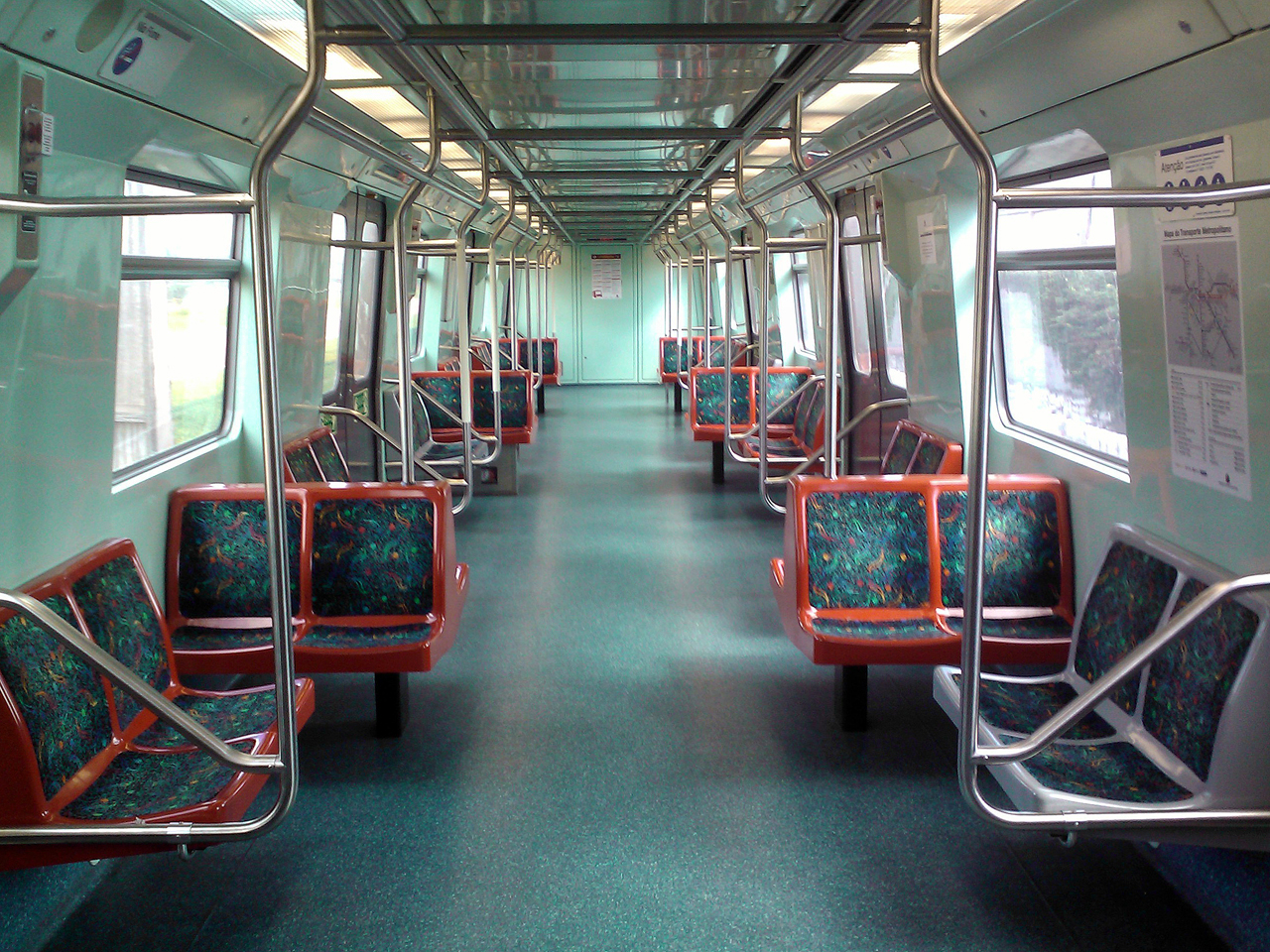
Intérieur - série 2070.
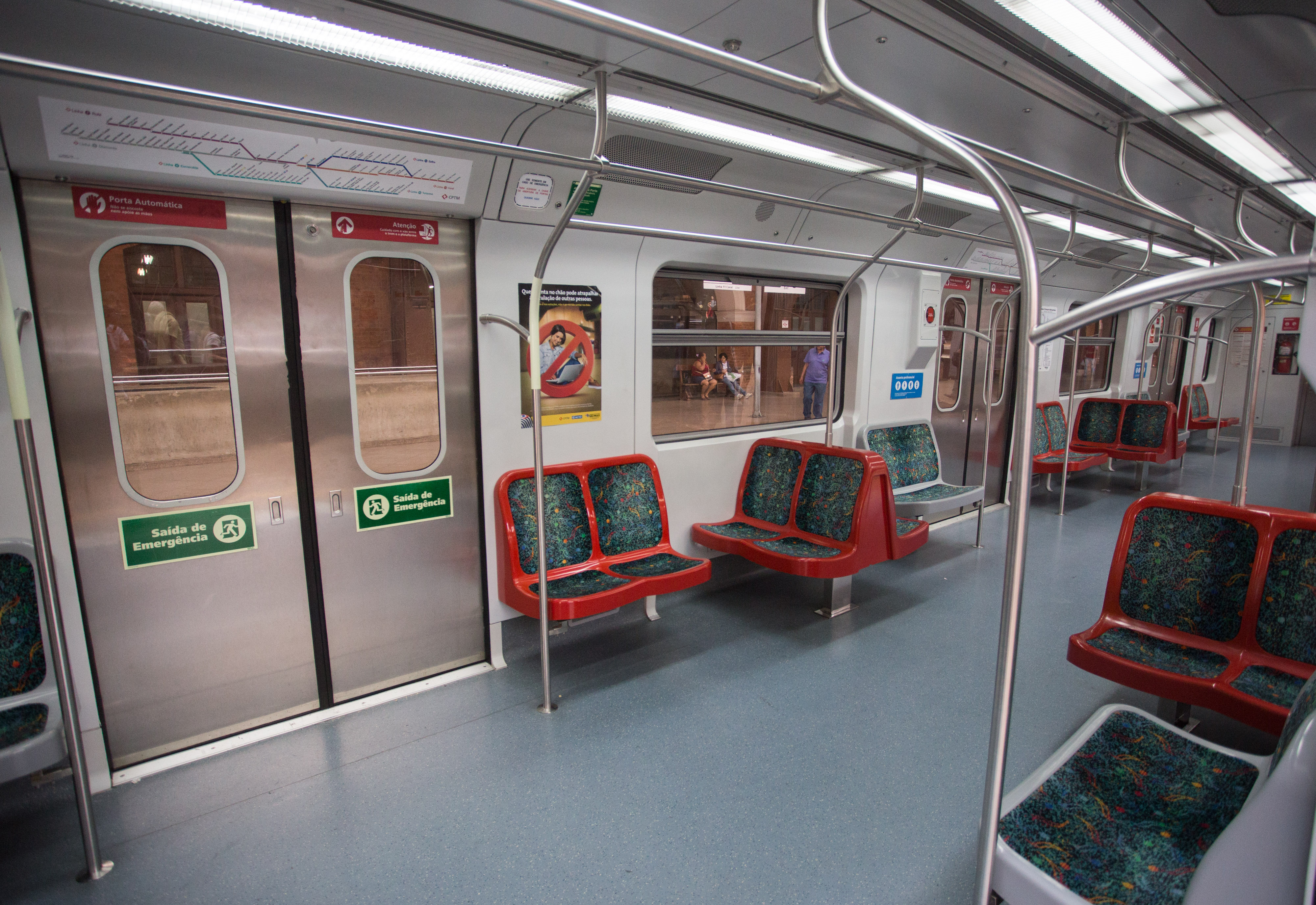
Intérieur - série 7000.
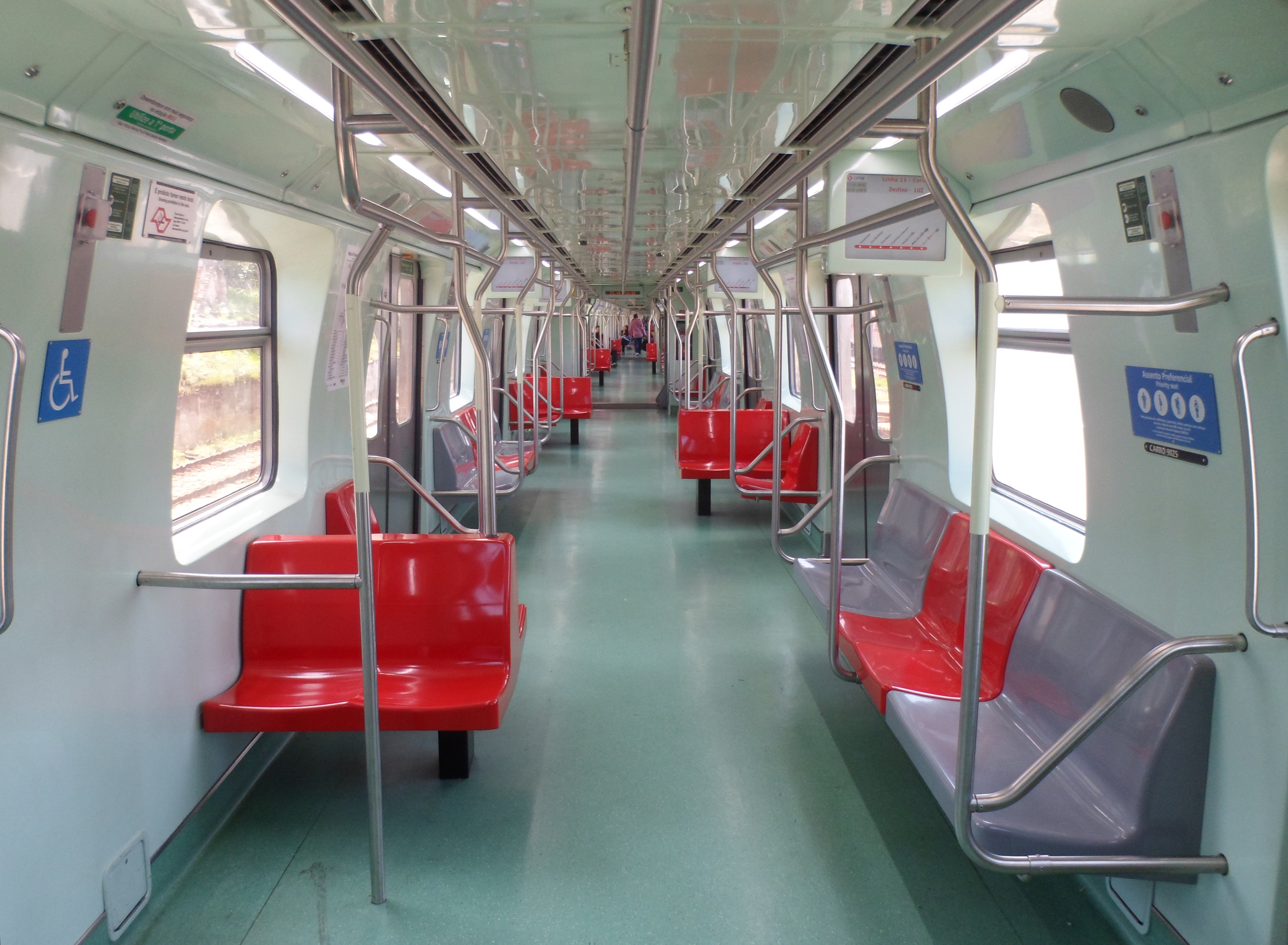
Intérieur - série 9000.